# بهمن بن إسفنديار
بهمن بن اسفنديار السادس عشر من ملوك الشاهنامه،     والسادس من الملوك الكيانيين وذكر اسمه في الأساطير الإيرانية الدينية والتاريخية وفي بهمن نامه أيضاً.

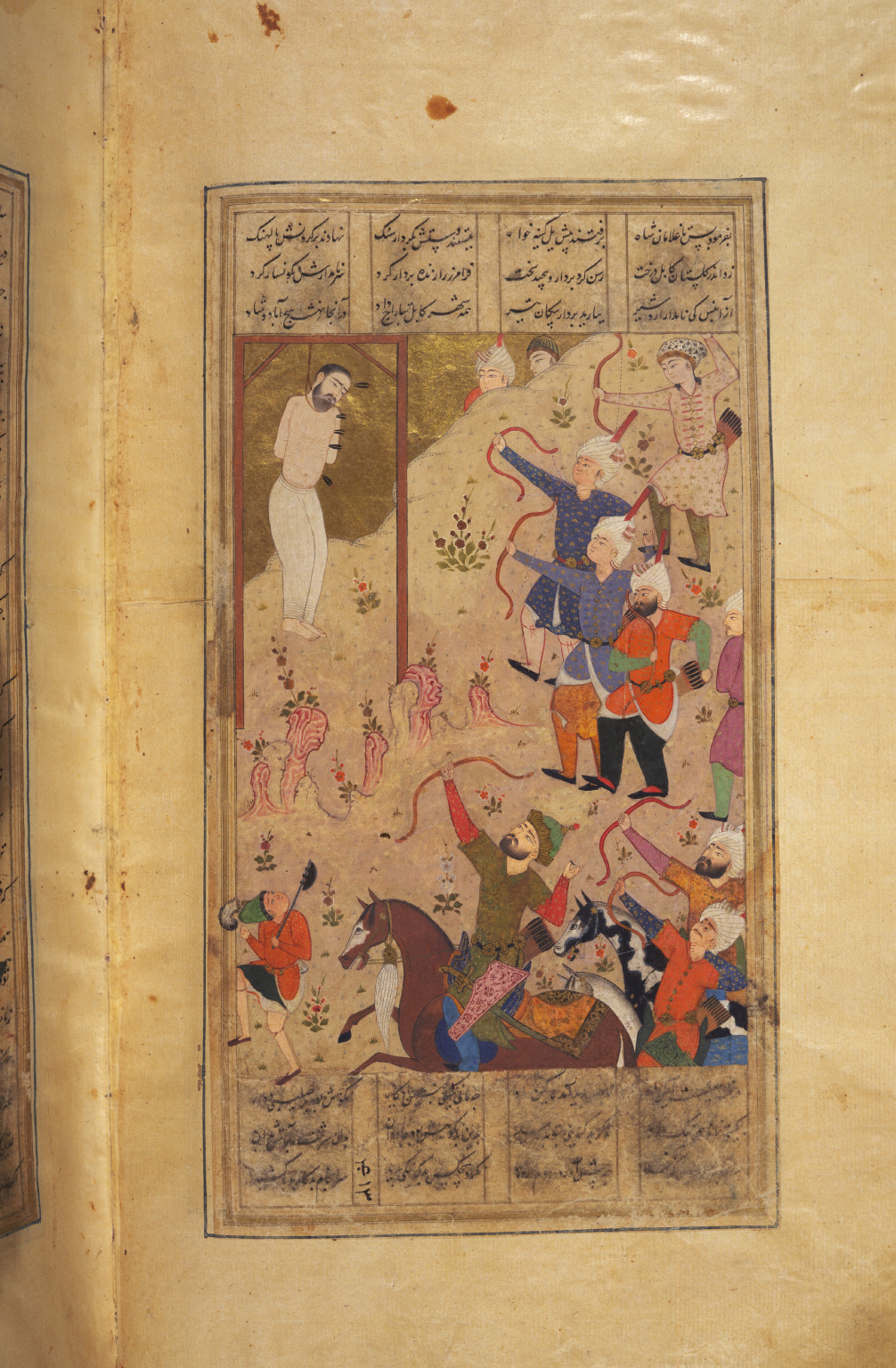
مقاتلة بهمن لفرامرز بن رستم: فحمل فرامرز إلى بهمن فأمر به فصلب وهو حى ثم رشقوه بالسهام حتى مات. الشاهنامه 84:25

## في الأفستا
و أصل بهمن في الأفستا قهو- مانو أي الفكر الطيب. وهو أحد القوى الست (أمِشَسپنتا) التي تلى إله الخير أهرامزدا. ويسمى اليوم الثاني من كل شهر من المشهور الفارسية باسم بهمن لأنه الملك المسيطر عليه. وفي الأفستا فصل مسمى باسمه. وله في أدعية الثلاثين يوما (سى روزه) دعاء أوّله:
«نقرّب إلى بهمن، الأمشسپنتا، نقرّب إلى السلام الودود النفَس، والذي هو أقوى على الإهلاك من المخلوقات الأخرى كلها».

## التشابه بين الكيانيين والأخمينين
و في عهد بهمن يزيد التشابه بين ملوك الشاهنامه، والأخمينيين الذين يعرفهم التاريخ. فالتشابه بين بهمن أردشير وبين الملك الخامس من الأخمينيين الذي يسميه أرتخشتاي الملك.
أبين وأقوى مما بين كشتاسب ودارا. ويرى مؤلف باستان نامه، ويوافقه جول مول، أن بهمن أردشير هو أرتخشتاي. ويقول نلدكه أن الإيرانيين سمعوا بأرتخشتاي الملك من بعض المؤلفين السريان الذي كان ينقل عن مؤرّخى اليونان، فادعوا أنه بهمن.و كان الأوّل يلقب عند اليونان«طويل اليد» فترجموها ولقبوا بها الثاني فقالوا«درازدست».
و يؤيد قول الأستاذ نلدكه أن البيروني يلقب بهمن بكلمة مقروشر، وهي الكلمة اليونانية. ويفسرها بطويل اليد. ولا يقلبه بالكلمة الفارسية.
اتفاق الاسم واللقب في الفارسية واليونانية. فأردشير هو باللغة القديمة أرتخشِيرشَا وقد حرفها اليونان إلى اتختيريته. ودرازدست هو معنى سوناميرون التي لقب بها هذا الملك عند مؤرّخى الغرب ترجمةً للكلمة اليونانية. والكتب العربية كذلك تلقبه طويل اليد أو الباع.و تفسيره بنفوذ أمره وبعد مغازيه.
وقول البيروني عن بهمن أردشير أنه ابن أخشويرش.
وأخشويرش هو خشَيرشا أي إكزِرِكس فأردشير بن أخشويرش يقابل أرتكزركس ابن إكزركس.
وقول المسعودى عن أبقراط:«كان قبل الاسكندر بقريب من مائة سنة، في أيام أرطخشست من ملوك الفرس الأولى. وأرى أنه بهمن بن إسفنديار بن كيبِشاسب ابن كيلهراسب.
وقد ذكر ذلك جالينوس الخ». وأرطخشست هو أرتخشتر أو أرتخشيرشا أعنى أرتكزِرِكس. وقد حكم ما بين سنتى 425، و 465 وذلك قبل الإسكندر بقريب من مائة سنة كما يقول المسعودي.
وقد أدرك بعض الكتاب شبها بين حوادث رستم واسفنديار وبهمَن كما ترويها الشاهنامه، وبين ما عرف في التاريخ من قتل ارتبانوس قائد حرس إكزِرِكس إياه، وتوليته أرتكزركس مكان أبيه، ثم بطش هذا بأرتبانوس. كما قتل رستمُ إسفنديار وربى ابنه بهمن حتى ولى الملك ثم بطش بهمن بأسرة رستم.
على أن في الكتب العربية أن بهمن هو كورش أو أنه الذي أمر كورش برد الإسرائيليين إلى بيت المقدس، إلى غير هذا من الخلط واللبس. ويقول المسعودي في الاشراف: والإسرائيليون يزعمون أن بهمن يسمى بلغتهم في كتب أخبارهم كورش. وفي الطبري ومروج الذهب والأخبار الطوال وغيرها أن أم بهمن من نسل طالوت وزوجه من ذرّية سليمان. وهذا مثال من اللبس بين أساطير الفرس والساميين. ثم أولاد بهمن، كما في فارس نامه والطبرى، وهم ساسان ودارا وخماى وفرنك وبهمن دخت.
ومن آثاره، فيما زعموا، مدينة آباد أردشير وهي همينيا، وبهمن أردشير وهي الأبلة، وعمارة هراة وهمدان وعسكر مكرم.

## بهمن في سيرالملوك للبلخي
وقال البلخي في سيرالملوك: كانت أم بهمن تنتسب إلى بنيامين بن يعقوب بن إسحاق ابن إبراهيم خليل الرحمن صلوات اللّه وسلامه عليهم أجمعين، وكانت زوجته أم ولده ساسان تنتسب إلى سليمان بن داود عليهما السلام.
وتفسير بهمن بالعربية«الحسن النية». وكان متواضعا تخرج كتبه. من أردشير عبد اللّه وخادم اللّه السائس لأموركم. ويقال أنه عزا الرومية الداخلة في ألف ألف مقاتل. وكان فيما قالوا من أعظم ملوك الفرس شأنا وأفضلهم تدبيرا. ومن آثاره الباقية القرية المعروفة بهمينيا من الزاب الأعلى، والإبلّة، وكان سماها حين بناها بهمن أردشير.

## أخبار بهمن في الشاهنامة
إرسل إسفنديار ابنه بهمن إلى زابلستان‌ ومعه رسالة حملها من أبيه إسفنديار إلى رستم بطل الأبطال في الشاهنامة. فوصي اسفنديار إلى رستم بتربية ولده بهمن، وإقامته بزابلستان. فربّي رستم بهمن كما ربّي سياوش من قبل. سلم كشتاسب إليه مفاتيح الكنوز والخزائن فتسلم اليه سرير الملك والتاج السلطنة وكذلك أصبح بهمن ملكاً في إيران بعد كشتاسب. وقصد بهمن انتقام لإسفنديار والأخذ بثأره. وسار حتى نزل على هيرمند فأرسل إلى دستان وأعمله أنه قد جاء طالبا لثأر أبيه وإخوته. فأرسل زال رسالة إلي بهمن، فغضب بهمن من كلامه، وأمر بفمه فقيد وحبس، ولم يسمع فيه شفاعة أحد من أصحابه.و قاتل بهمن لفرامرز بن رستم ولزواره فقتلا. وكان لبهمن ابن شجاع يسمى ساسان، وبنت تسمى هماى ذات رأى وعقل، وكانت تلقب جهرآزاد. وتزوج بهمن من ابنته هماي وكان يحبها كثيراً لفرط حسنها وجمالها. مات بهمن وكانت مدّة ملكه ستين سنة.